# Regina Schmidt-Zadel
Regina Schmidt-Zadel, geborene Schmidt, (* 20. Januar 1937 in Horbach) ist eine deutsche Politikerin (SPD). Ihre Schwerpunkte sind Gesundheits- und Behindertenpolitik.

## Leben

### Ausbildung und Beruf
Nach dem Schulbesuch absolvierte Schmidt-Zadel eine Fachschule für Sozialarbeit, die sie mit dem Abschluss als Sozialarbeiterin (grad.) absolvierte. Anschließend war sie als Sozialarbeiterin in verschiedenen Bereichen der Sozialarbeit tätig, zuletzt als Abteilungsleiterin beim Kreis Mettmann.

### Politik und öffentliche Ämter
Schmidt-Zadel trat 1969 der SPD bei. Sie war stellvertretende Vorsitzende des Ortsvereins Ratingen und seit 1998 Vorsitzende des Unterbezirks Mettmann. Von 1980 bis 1996 war sie ASF-Unterbezirksvorsitzende Mettmann und von 1990 bis 1998 Mitglied des Bezirksvorstandes. Von 1984 bis 1991 war Schmidt-Zadel Mitglied der Landschaftsversammlung Rheinland, zuletzt als stellvertretende Vorsitzende der SPD-Fraktion.
Vom 20. Dezember 1990 bis 26. Oktober 2002 war sie über drei Wahlperioden Mitglied des Deutschen Bundestages. Sie wurde 1998 im Wahlkreis Mettmann II direkt und vorher über die Landesliste der Sozialdemokratischen Partei Deutschlands (SPD) in Nordrhein-Westfalen gewählt. Ab dem Jahr 2000 war sie gesundheits- und behindertenpolitische Sprecherin der SPD-Bundestagsfraktion. Von 2001 bis zu ihrem Ausscheiden aus dem Bundestag war sie zudem Mitglied im Fraktionsvorstand der SPD. 
Ab 2004 war sie die erste Behindertenbeauftragte des Landes Nordrhein-Westfalen, ein Amt, das sie bis zum Regierungswechsel 2005 ausübte. Im Bereich der Gesundheitspolitik übernahm sie zudem verschiedene ehrenamtliche Funktionen, u. a. den Vorsitz der Conterganstiftung, wo sie seinerzeit eine Verdoppelung der Renten erreichen konnte. Sie war Bundesvorsitzende der Aktion psychisch Kranke, stellvertretende Landesvorsitzende der Lebenshilfe NRW und von 2007 bis 2008 ihre Vorsitzende, war Mitglied im Vorstand des Landesbehindertenrats und stellvertretende Vorsitzende der Alzheimer-Gesellschaft NRW. Von 2003 bis 2016 war sie zudem stellvertretendes Mitglied im WDR-Rundfunkrat.